# Bertram Hilgen

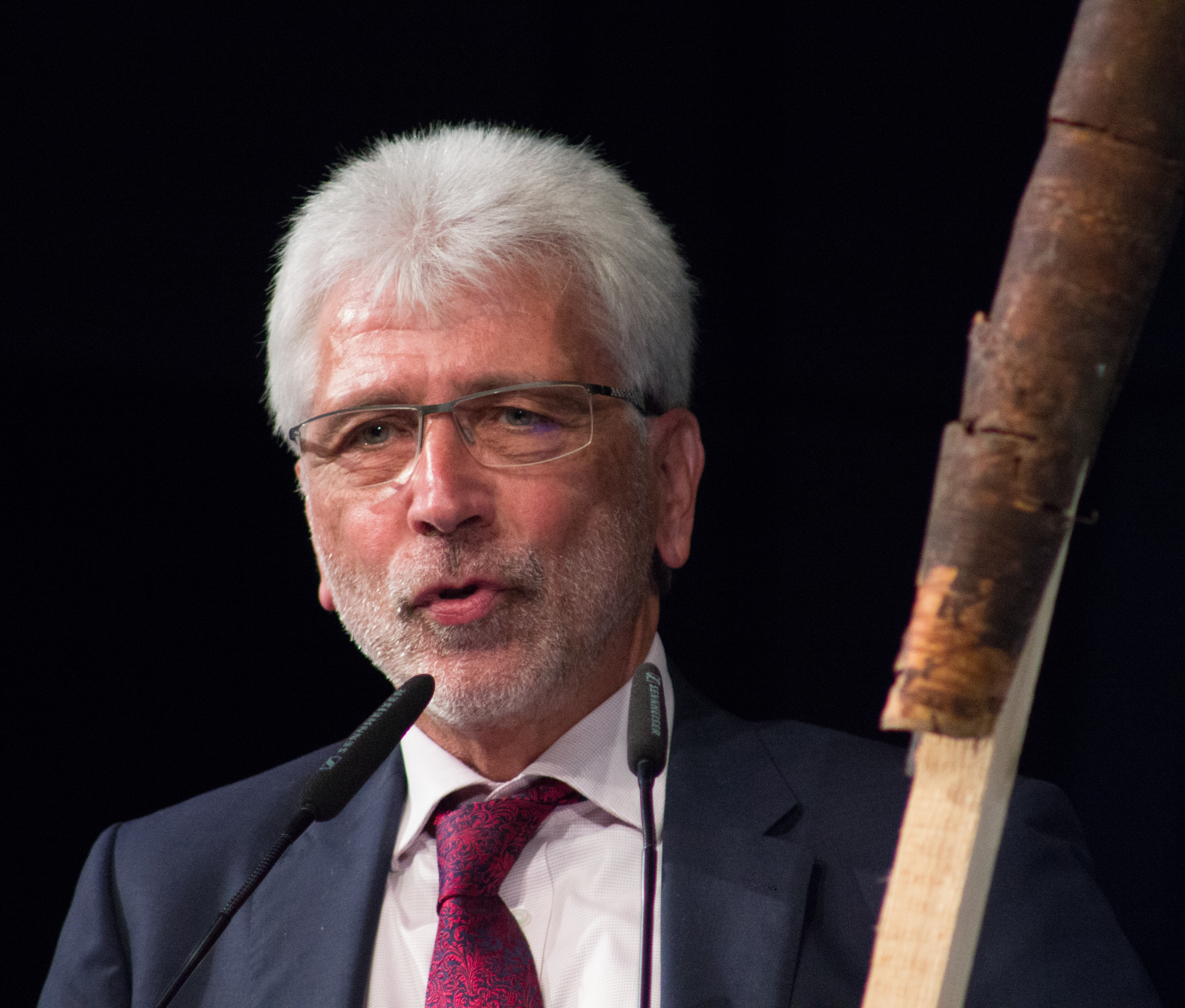
Bertram Hilgen auf der Documenta (2017)

Bertram Hilgen (* 9. Februar 1954 in Tann, Landkreis Fulda) ist ein deutscher Jurist und Politiker (SPD). Von 2005 bis 2017 war er Oberbürgermeister von Kassel.

## Leben

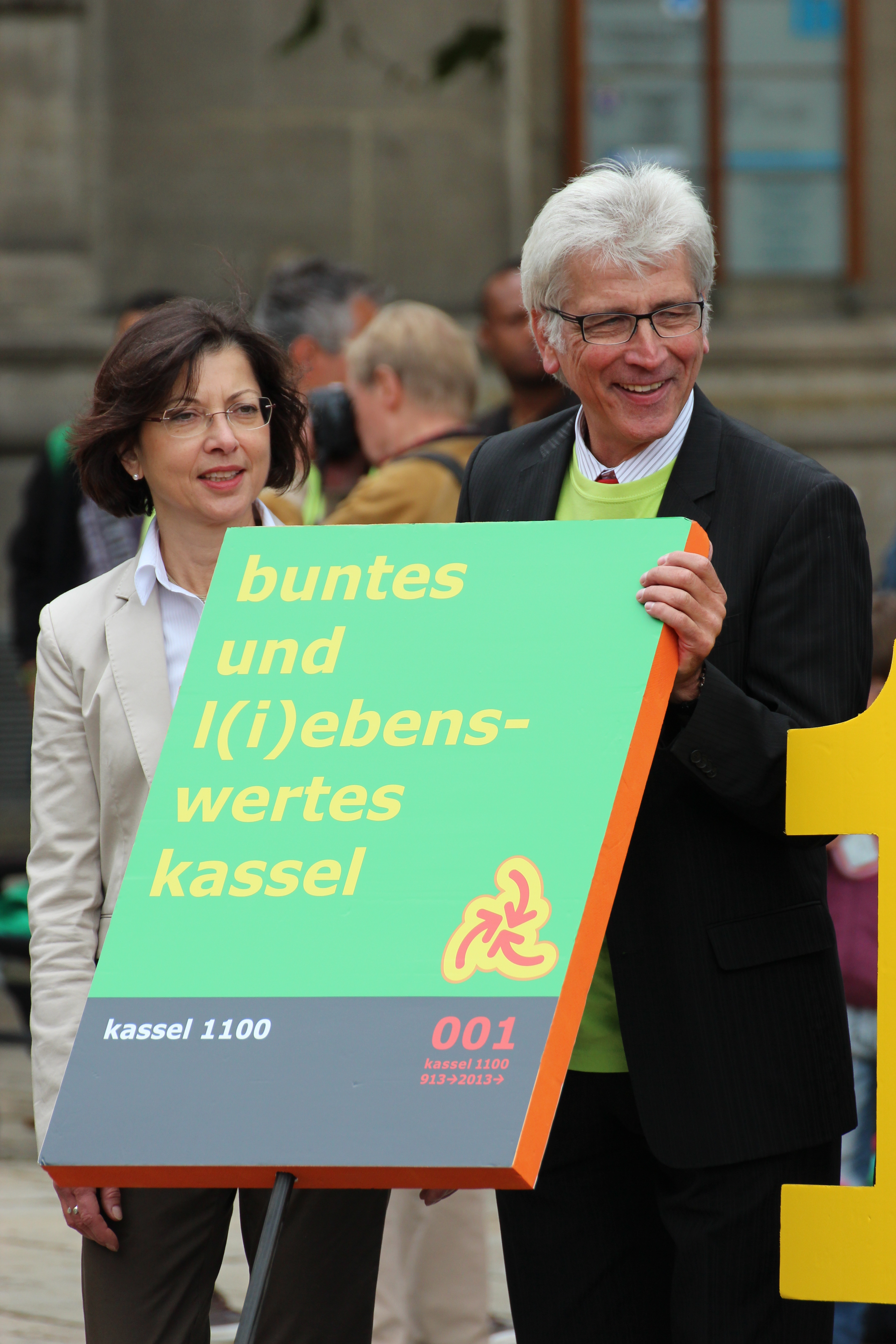
Bertram Hilgen und Margit Berghof-Becker beim Umzug zu Beginn der Festwoche anlässlich 1100 Jahre Kassel, 15. September 2013

Hilgen absolvierte ein Studium der Rechts- und Politikwissenschaften in Marburg. Nach der zweiten juristischen Staatsprüfung begann Hilgen seine berufliche Laufbahn 1980 in Kassel.
Bertram Hilgen ist seit dem 1. November 2015 mit der ehemaligen hessischen Landtagsabgeordneten Margit Berghof-Becker (SPD) verheiratet. Hilgen hat einen erwachsenen Sohn.

## Politik und Beruf
Als Referent des damaligen Oberbürgermeisters Hans Eichel gewann er schnell dessen Vertrauen und übernahm 1986 die Leitung des Rechtsamtes der Stadt Kassel. 1991 folgte Hilgen dem damals frischgewählten Ministerpräsidenten Hans Eichel in die hessische Landespolitik nach Wiesbaden. In der Staatskanzlei leitete er zunächst die Abteilung für politische Grundsatzfragen, ab 1995 die Abteilung für Landespolitik. Am 1. Juli 1996 folgte die Rückkehr nach Kassel als Regierungspräsident im Regierungsbezirk Kassel. In seiner Amtszeit als Regierungspräsident forcierte er Planungen für die Autobahn 44 Kassel-Eisenach, trat für eine regional abgestimmte Abfallentsorgung und für die Realisierung des Nationalparks Kellerwald-Edersee ein.
Von 1999 bis 2005 leitete Bertram Hilgen das Kommunale Gebietsrechenzentrum (KGRZ) in Kassel. Darüber hinaus war er einer von zwei Geschäftsführern des IT-Unternehmens ekom21 - KGRZ Hessen.
Am 27. Februar 2005 konnte sich Hilgen in der Stichwahl bei den Oberbürgermeisterwahlen in Kassel mit 53,38 Prozent gegen Amtsinhaber Georg Lewandowski (CDU) durchsetzen. Am 27. März 2011 wurde er in Direktwahl mit 51,32 %  für eine weitere Amtszeit von sechs Jahren im Amt bestätigt. Sein Nachfolger Christian Geselle (SPD) folgte ihm am 22. Juli 2017 im Amt und Hilgen verabschiedete sich nach zwölf Jahren an der Rathausspitze in den Ruhestand.
Hilgen ist Vorstandsmitglied der Henning-Kaufmann-Stiftung und Mitglied des Kuratoriums der Stiftung Lesen.